# Сальное (Сновский район)
Сальное (укр. Сальне) — село в Сновском районе Черниговской области Украины. Население — 44 человека. Занимает площадь 0,045 км².
Код КОАТУУ: 7425881251. Почтовый индекс: 15230. Телефонный код: +380 4654.

## Власть
Орган местного самоуправления — Гуто-Студенецкий сельский совет. Почтовый адрес: 15230, Черниговская обл., Сновский р-н, с. Гута-Студенецкая, ул. Приграничная, 1.